# Хуан де Мена
Хуан де Мена (на испански: Juan de Mena, роден през 1411 г. в Кордоба, починал 1456 г. в Торелагуна, Кастилия) е поет и учен, който е предшественик на Ренесанса в Испания. Повлиян от италианската школа, той моделира основното си произведение Laberinto de Fortuna (1444) върху Данте. Тази алегорична поема от 300 строфи е основният испански предвестник на Ренесанса. Неговата Coronación, дидактическа алегория, е по-конвенционално средновековна.
Мена принадлежи към литературния двор на кастилския крал Йоан II, където е известен с латинската си ерудиция, придобита в университета в Саламанка и в Италия. Най-известен с поемата си El laberinto de Fortuna (1444, „Лабиринтът на съдбата“), наричана още Las trescientas („Тристетинте“) заради дължината си; това е сложна творба, която дължи много на Лукан, Вергилий и Данте. Пишейки на arte mayor, редове от 12 срички, които се поддават на величествено рецитиране, Мена се стреми да превърне испанския език в литературно средство, адекватно на неговата епична визия за Испания и нейната мисия. Неговите теми са средновековни, но използването му на латинизми и реторични средства и препратките му към класически личности предполагат афинитет към новия начин на изразяване, който се свързва с Ренесанса.